# Salosaari (ö i Södra Karelen, Villmanstrand, lat 61,00, long 27,61)
Salosaari är en ö i Finland. Den ligger i Kivijärvi och i kommunen Luumäki i landskapet Södra Karelen, i den södra delen av landet, 170 km nordost om huvudstaden Helsingfors. Öns area är 1,29 kvadratkilometer och dess största längd är 2,4 kilometer i nord-sydlig riktning.